# Cinéma asiatique
Le cinéma asiatique désigne les films et la production cinématographique associés aux pays d'Asie.
On peut le découper en différentes catégories :

## Répartition

### Asie centrale
Le cinéma d'Asie centrale désigne l'industrie cinématographique, et par extension les films produits et réalisés dans les pays d'Asie centrale et/ou par les ressortissants de ces États.

### Asie du Sud-Ouest
Le cinéma d'Asie du Sud-Ouest désigne l'industrie cinématographique, et par extension les films produits et réalisés en Asie du Sud-Ouest et/ou par ses ressortissants.

### Asie du Sud
Le Cinéma d'Asie du Sud désigne l'industrie cinématographique, et par extension les films produits et réalisés en Asie du Sud et/ou par ses ressortissants.

### Asie du Sud-Est
Le Cinéma d'Asie du Sud-Est désigne l'industrie cinématographique, et par extension les films produits et réalisés en Asie du Sud-Est et/ou par ses ressortissants.

### Asie de l'Est
Le Cinéma d'Asie de l'Est désigne l'industrie cinématographique, et par extension les films produits et réalisés en Asie de l'Est et/ou par ses ressortissants.

## Promotions du cinéma asiatique

### Festivals en France
- Festival international des cinémas d'Asie de Vesoul
- Festival du film asiatique de Deauville